# 海老原穆
海老原 穆（えびはら ぼく、天保元年1月3日（1830年1月27日） - 明治34年（1901年）6月）は、日本のジャーナリスト、陸軍軍人（陸軍大尉）、武士。

## 概要
薩摩藩出身。父は島津家に仕える海老原宗之進。
明治元年（1868年）、戊辰戦争に薩摩軍の一員として出陣する。
明治4年（1871年）、西郷隆盛と共に上京、陸軍大尉を拝命する。しかし明治6年（1873年）、西郷が明治六年政変で下野したことに呼応して軍職を辞する。
明治8年（1875年）3月、集思社を設立。「評論新聞」を創刊し、大久保利通の太政官政府に対する痛烈な批判を展開した。これに対し、言論出版を取締る法令である讒謗律に違反するとして逮捕・収監される。

横浜で没、享年73歳。墓所は青山霊園。

## 関連作品
- 翔ぶが如く（1990年、NHK大河ドラマ） - 草野大悟